# نبرد آیزو
نبرد آیزو (به ژاپنی: 会津戦争) بخشی از جنگ بوشین بود که در آیزو رخ داد.